# Jelena Karleuša
Jelena Karleuša (en serbe cyrillique: Јелена Карлеуша ; née le 17 août 1978 à Belgrade), également connue sous ses initiales JK, est une chanteuse pop, une dessinatrice de mode et une ancienne éditorialiste de presse serbe.
Jelena Karleuša est une des chanteuses pop les plus populaires de l'Europe du Sud-Est. Elle a été mariée au footballeur Duško Tošić.
Le magazine allemand Focus l'a décrit comme la Madonna des Balkans. Dans l'article 6 idoles non-américaines paru dans le magazine américain W, elle est décrite comme la Lady Gaga de Serbie.

## Vie privée

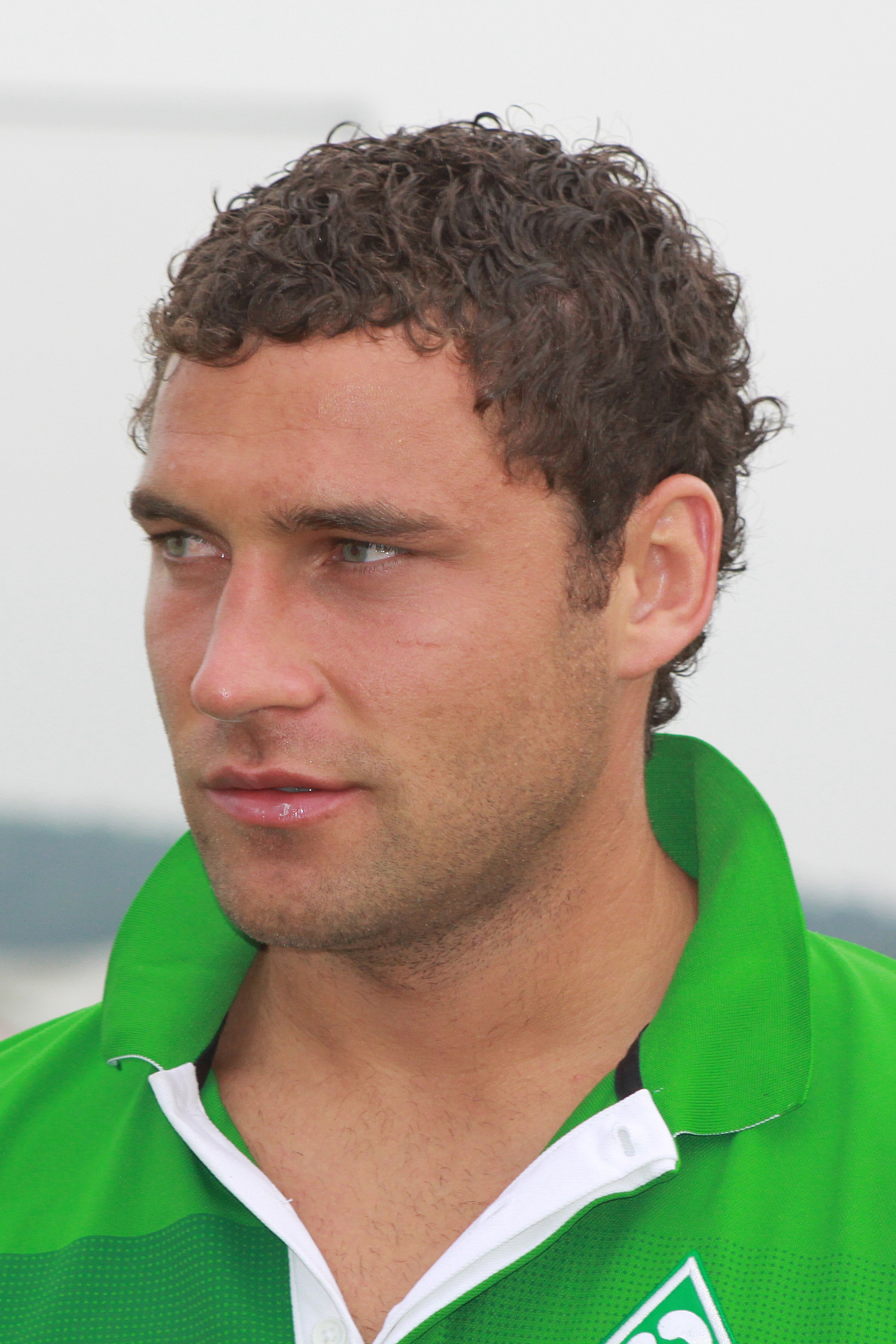
Duško Tošić

Jelena Karleuša est né le 17 août 1978 d'un père serbe, Dragan, officier de police, et d'une mère slovène, Divna. Elle est née et a grandi dans le quartier de Fontana, à Novi Beograd, une municipalité de Belgrade, la capitale de la République fédérative socialiste de Yougoslavie ; elle n'achève pas ses études. En 2004, Karleuša se marie à Bojan Karić, le fils de l'homme d'affaires serbe Sreten Karić, dont elle divorce au bout de deux mois.
En 2008, Karleuša se marie au footballeur serbe Duško Tošić, qui joue dans le club de Genclerbirligi en Turquie. Elle divorce en 2022. Le 7 septembre 2008, elle donne naissance à sa première fille, Atina, ainsi appelée en l'honneur de la déesse grecque Athéna. La seconde fille du couple, Nika, est née le 7 septembre 2009 et doit son nom à la déesse grecque Niké.

## Controverse
En 2015, la chanteuse fait les manchettes à l'international où elle accuse Kim Kardashian de copier son style vestimentaire avec comme preuve des photos. Elle s'en prend par la suite à Beyoncé toujours la même accusation et preuve.

## Carrière musicale
Jelena Karleuša commence sa carrière au milieu des années 1990 comme une chanteuse de turbo folk et elle devient célèbre grâce à son premier album, Ogledalce (1995), vendu à plus de 100 000 exemplaires en Serbie et au Monténégro. Après cet album, elle chante exclusivement de la pop music. Elle occupe alors plusieurs fois la première place des classements musicaux, avec des chansons écrites pour la plupart par Marina Tucaković. Jelena a sorti neuf albums studio, qui ont remporté du succès en Serbie, au Monténégro, en Croatie, en Macédoine, en Bosnie-Herzégovine, en Bulgarie et en Grèce. Parmi ses titres les plus populaires, on peut citer Ženite se momci, Ko ovu dramu režira, Zovem se Jelena, Gili, gili, Ludača, Nije ona, nego ja, Još te volim, Manijak, Samo za tvoje oči, Moj dragi, Slatka mala, Upravo ostavljena, Ide maca oko tebe, Nisi u pravu, Casino, Tihi ubica, Testament, Jedna noć i kajanje, Baš je dobro biti ja, Ko ti to baje, Insomnia, Muškarac koji mrzi žene et Nova religija (Plava Šeherezada).

## Autres activités
En 2006, Karleuša lance sa propre marque de vêtements JK Wear, qui comprend des robes et des accessoires de mode. En 2010, elle participe pendant deux jours à l'émission Veliki brat, la version serbe du programme de téléréalité Big Brother. La même année, le bruit court que Karleuša va se lancer en politique pour soutenir les idées de Čedomir Jovanović,.
En 2010, Karleuša commence à rédiger sa propre rubrique dans le journal serbe Kurir ; elle y mentionne ou critique des personnalités du pays, notamment des hommes politiques comme Boris Tadić, Čedomir Jovanović et Ivica Dačić, ainsi que des chanteuses comme Lepa Brena et Svetlana Ražnatović (Ceca) ; en novembre de la même année, elle met un terme à sa rubrique en affirmant « avoir peur pour sa propre sécurité »,. Dans son travail de journaliste, elle a subi des critiques, certains prétendant qu'elle ne cherchait en fait qu'à se faire de la publicité.
Jelena Karleuša a apporté publiquement son soutien à la communauté gay, dans la presse people des pays de l'ex-Yougoslavie et dans le magazine grec ΕΓΩ Weekly.

## Discographie
Albums studio
- 1995 : Ogledalce
- 1996 : Ženite se momci
- 1997 : Veštice, vile
- 1998 : Jelena Karleuša
- 1999 : Gili, Gili
- 2001 : Ludača
- 2002 : Samo za tvoje oči
- 2005 : Magija
- 2008 : JK Revolution
- 2012 : Diva

Compilation
- 2009 : The Diamond Collection

Singles
- 2017 : Bankina feat. Aca Lukas
- 2017 : O.S.T.A.V.LJ.A.M.T.E feat. Azis

## Récompenses et nominations
| Année | Prix                                      | Catégorie                                 | Résultat   |
| 1998  | Oscar serbe de la popularité (Banja Luka) | Album de l'année pour Veštice, vile       | Lauréat    |
| 1999  | Golden Melodies                           | Album de l'année pour Zovem se Jelena     | Lauréat    |
| 1999  | Oscar serbe de la popularité              | Album de l'année pour "Gili, gili"        | Lauréat    |
| 2000  | Golden Melodies                           | Meilleure chanteuse dance                 | Lauréat    |
| 2001  | Oscar serbe de la popularité              | Meilleure chanteuse dance                 | Lauréat    |
| 2002  | Golden Melodies                           | Album de l'année pour Ludača              | Lauréat    |
| 2003  | Beovizija 2003                            | Album de l'année pour Samo za tvoje oči   | Lauréat    |
| 2004  | Oscar serbe de la popularité              | Meilleure chanteuse                       | Lauréat    |
| 2005  | Oscar serbe de la popularité              | Album de l'année pour Magija              | Lauréat    |
| 2005  | Serbian Grammy's                          | Pour le dua Ne smem da se zaljubim u tebe | Lauréat    |
| 2006  | Oscar serbe de la popularité (Banja Luka) | Meilleure chanteuse                       | Lauréat    |
| 2008  | Oscar serbe de la popularité              | Album de l'année pour JK Revolution       | Lauréat    |
| 2009  | Oscar serbe de la popularité (Banja Luka) | Meilleure chanteuse pop                   | Lauréat    |
| 2010  | Oscar serbe de la population (Banja Luka) | Chanson de l'année pour Insomnia          | Nomination |
| 2010  | GayEcho Annual Gay Icon Awards 2010       | Icône gay de l'année                      | Lauréat    |
| 2010  | Loud & Queer Annual Awards 2010           | LGBT person of the Year                   | Lauréat    |
| 2011  | Oscar serbe de la popularité              | Meilleure chanteuse folk                  | Nomination |
| 2011  | Serbian Oscar Of Popularity (Banja Luka)  | Meilleure chanteuse pop                   | Lauréat    |
| 2012  | Festival musical de Vrnjačka Banja        | Album de l'année pour Diva                | Lauréat    |